# Louise af Orléans
Louise af Orléans (Louise Marie Thérèse Charlotte Isabelle; 3. april 1812 – 11. oktober 1850) var en fransk prinsesse, der var den første dronning af Belgien fra 1832 til 1850 gennem sit ægteskab med kong Leopold 1. af Belgien. Hun var datter af kong Ludvig-Filip af Frankrig og Maria Amalia af Napoli og Sicilien.

## Biografi
Da hun blev født var hendes forældre blot hertugparret af Orléans, men da hun viedes til Leopold 1. af Belgien den 9. august 1832, var forældrene det regerende kongepar i Frankrig. Det var også et godt argument for ægteskabet, da Frankrig dermed støttede det nye selvstændige Belgien. Ved ægteskabets indgåelse blev hun straks dronning i Belgien.
Selvom ægteskabet også havde gode dynastiske forbindelser, var det ganske lykkeligt og parret fik fire børn. Louise var meget genert og blev ofte kun set offentligt, når hendes mand havde tvunget hende til det. Alligevel blev hun meget populær blandt befolkningen, især for sin generøsitet og skønhed. Hun døde som 38-årig af tuberkulose.

## Ægteskab og børn
Prinsesse Louise blev gift den 9. august 1832 på Château de Compiègne i Oise med Kong Leopold 1. af Belgien. Der blev født fire børn i ægteskabet:
- Louis Philippe (24. juli 1833 – 16. maj 1834)
- Leopold 2. (9. april 1835 – 17. december 1909), Belgiernes Konge 10. december 1865 – 17. december 1909

∞ 22. august 1853 Marie Henriette af Østrig (23. august 1836 – 19. september 1902)
- Filip (24. marts 1837 – 17. november 1905), far til Albert 1. af Belgien

∞ 25. april 1867 Marie Luise af Hohenzollern-Sigmaringen (17. november 1845 – 26. november 1912)
- Charlotte (7. juni 1840 – 19. januar 1927)

∞ 27. juli 1857 Maximilian 1., Kejser af Mexico (6. juli 1832 – 19. juni 1867)